# پل دختر (پل)
پُلِ دُختَر از سازه‌های دوره ساسانیان است که بر بقایای پلی قدیمی‌تر که متعلق به دوران هخامنشیان است بر روی رودخانه کشکان ساخته شده‌است. برخی دلیل نام‌گذاری آن را به پل دختر را منتسب دانستن پل به نام ایزد بانو آناهیتا می‌دانند. این پل تاریخی در ورودی شهری به همین نام در جنوب استان لرستان قرار دارد و بنای آن در سده چهارم هجری قمری مورد مرمت قرار گرفته‌است اما هم‌اکنون تنها یک دهانه از طاق‌های آن برجا مانده و جاده شماره ۳۷ از زیر آن عبور می‌کند. این پل بی تردید در مسیر ارتباطی بین شهرهای شاپورخواست و جندی شاپور قرار داشته و از اهمیت راهبردی برخوردار بوده‌است.
ارتفاع تنها طاق برجای مانده پل ۱۸ متر از سطح آسفالت جاده و ۳۰ متر از آب رودخانه و عرض آن ۱۱٬۳۰ متر است. جهت پل شرقی، غربی و طول آن ۲۷۰ متر است. این اثر تاریخی به شماره ۱۶۷۸ در فهرست آثار ملی ایران به ثبت رسیده‌است.

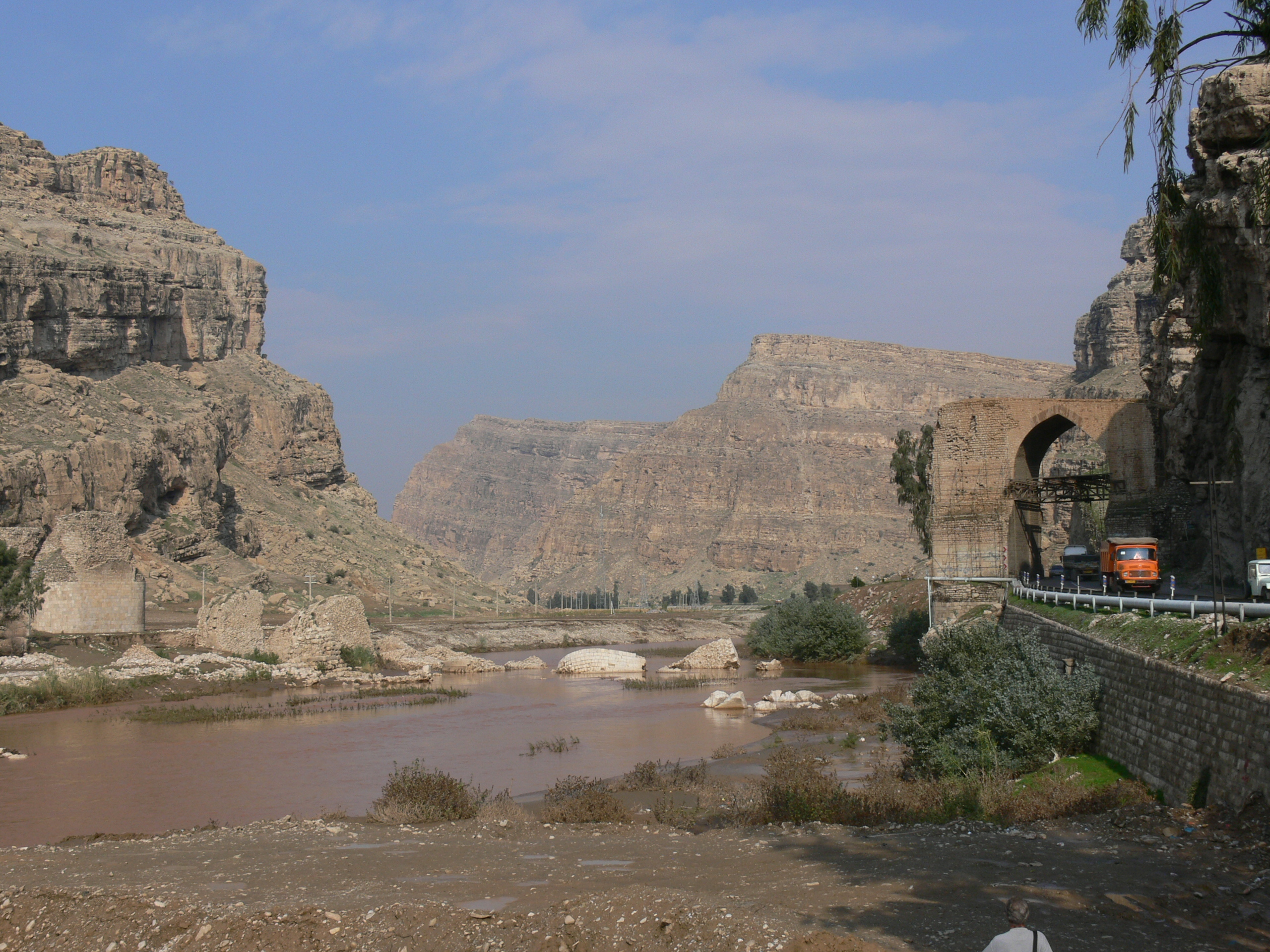
نمایی از پل دختر

سازه‌ی این پل به همراه پل کشکان در سیل ۱۳۹۸ دچار آسیب شدند.